# 球球大作战
球球大作战（Battle of Balls）又叫细胞吞噬，是巨人网络 (Giant Network Group Co) 和Superpop&Lollipop工作室创作的游戏，发行于IOS和安卓平台上。

## 遊戲系統
主要玩法是大球吃小球，吃球可以增加体重，也可以吃彩豆增加体重。并且可以分身，最多可以拥有16个分身，体积越大速度越慢。
支线玩法有很多，如逍遥游，世界树，驯龙赏金赛。
目前最新版本为11.0。

## 年度资料片
2021年1月，年度资料片“驯龙团出征”发布，由周深演唱的主题曲《无所畏惧》及其MV也在音乐和视频平台上线。